# Austrocknungsstreuer

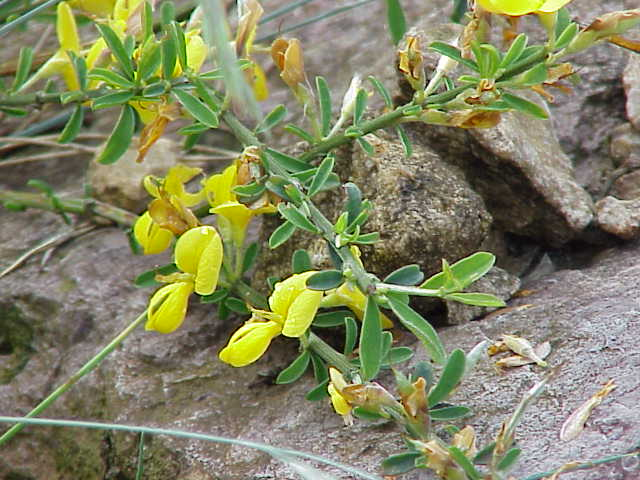
Ginster zählt zu den Pflanzen, die ihre Samen dadurch verbreiten, dass sich die austrocknenden Früchte explosionsartig öffnen

Als Austrocknungsstreuer oder auch Xeroballochoren bezeichnet man Pflanzen, die sich eines spezifischen Mechanismus zur Verbreitung ihrer Samen bedienen. Diese Verbreitungsform des Samens ist eine Unterform der Ballochorie, wie die Ausbreitungsform durch plötzliche katapultartige Schleuderbewegungen in der Botanik genannt wird. 
Nach der Blüte bilden diese Pflanzen Früchte aus, in denen der Samen heranreift. Mit der Reife trocknet allmählich das Gewebe der Früchte aus, so dass sich dieses zusammenzieht und sich damit die Frucht öffnet. Dieses geschieht häufig explosionsartig, so dass bei diesem Vorgang die Samen über mehrere Meter weit verstreut werden. 
- Zu diesen sogenannten Explosionsstreuern als Unterform der Austrocknungsstreuung gehören:
  - einige Arten der Erbsen (Pisum)
    - Breitblatt-Platterbse
    - Frühlings-Platterbse
    - Saat-Platterbse

  - Wolfsmilch (Euphorbia) 
    - Euphorbia leuconeura
- zu den Austrocknungsstreuern zählen unter anderem außerdem:
  - Hülsenfrüchtler (Fabaceae) wie Ginster oder Lupinen
  - Arten der Veilchen
  - Storchschnäbel
  - viele Hahnenfußgewächse wie beispielsweise die Gemeine Akelei